# Marsdenia nitida
Marsdenia nitida là một loài thực vật có hoa trong họ La bố ma. Loài này được (Poir.) Decne. mô tả khoa học đầu tiên năm 1838.